# Mystaria
Mystaria Simon, 1895 è un genere di ragni appartenente alla famiglia Thomisidae.

## Distribuzione
Le 14 specie note di questo genere sono state rinvenute in Africa occidentale, orientale e meridionale

## Tassonomia
Considerato sinonimo anteriore di Paramystaria Lessert, 1919 secondo le analisi effettuate dagli aracnologi Lewis & Dippenaar-Schoeman, in un loro lavoro del 2014 sugli esemplari tipo di Paramystaria variabilis Lessert, 1919, con trasferimento della specie tipo.
Non sono stati esaminati esemplari di questo genere dal 2014.
A dicembre 2014, si compone di 14 specie e 1 sottospecie:
- Mystaria budongo Lewis & Dippenaar-Schoeman, 2014 — Congo, Kenya, Ruanda, Uganda
- Mystaria decorata (Lessert, 1919) — Africa orientale
- Mystaria flavoguttata (Lawrence, 1952) — Congo, Sudafrica
- Mystaria irmatrix Lewis & Dippenaar-Schoeman, 2014 — Mozambico, Sudafrica
- Mystaria lata (Lawrence, 1952) — Namibia, Sudafrica
- Mystaria lindaicapensis Lewis & Dippenaar-Schoeman, 2014 — Sudafrica
- Mystaria mnyama Lewis & Dippenaar-Schoeman, 2014 — Sudafrica
- Mystaria occidentalis (Millot, 1942) — Guinea, Camerun, Congo, Mozambico, Rwanda, Sudafrica, Tanzania, Uganda
- Mystaria oreadae Lewis & Dippenaar-Schoeman, 2014 — Congo, Ruanda
- Mystaria rufolimbata Simon, 1895[3] — Sierra Leone, Camerun, Costa d'Avorio, Congo, Gabon, Mozambico, Sudafrica
- Mystaria savannensis Lewis & Dippenaar-Schoeman, 2014 — Zambia, Zimbabwe, Botswana, Sudafrica
- Mystaria soleil Lewis & Dippenaar-Schoeman, 2014 — Uganda, Kenya
- Mystaria stakesbyi Lewis & Dippenaar-Schoeman, 2014 — Congo, Liberia, Gabon, Ghana, Kenya, Ruanda, Tanzania, Uganda
- Mystaria variabilis (Lessert, 1919) — Mozambico, Sudafrica, Tanzania, Congo, Etiopia, Kenya, Malawi, Ruanda, Uganda
  - Mystaria variabilis delesserti (Caporiacco, 1949) — Kenya